# Shanica Knowles
Shanica Knowles (* 17. November 1990 in New York City) ist eine US-amerikanische Schauspielerin.

## Leben
Bekannt wurde Shanica Knowles vor allem durch die Rolle der Amber Addison in der Fernsehserie Hannah Montana sowie durch die Rolle der Shauna Keaton in Jump In!
Shanica ist die Cousine von Beyoncé und Solange Knowles. Sie singt in der Girlband Zarbie and the Martians.

## Werk

### Film & Fernsehen
- 2001: Next Big Star
- 2005: Unfabulous
- 2006–2011: Hannah Montana
- 2007: Jump In!
- 2007: Super Sweet 16 – The Movie
- 2011: Awkward – Mein sogenanntes Leben (Awkward)
- 2012: Sassy Pants
- 2013: Suburgatory
- 2014: Love Handles
- 2015: Megachurch Murder
- 2015: Birthday Boy
- 2018: The Time Capsule
- 2018: When It Comes Around
- 2018: Babysitter’s Nightmare
- 2018: Schatten der Leidenschaft (The Young and the Restless)
- 2018: Zum Leben erweckt 2 – Weihnachten mit Eve (Life-Size 2)
- 2020: Christmas on the Menu
- 2021: Twice Bitten

### Musik
- 2004: Funk From Mars